# Bargoezin
De Bargoezin (Russisch: Баргузин) is een rivier in Boerjatië, Rusland. Ze is 480 km lang en mondt uit in de Bargoezinbaai van het Baikalmeer, de grootste en diepste baai van het meer.
De Bargoezin is, na de Selenga en de Boven-Angara, de derde belangrijkste rivier die in het Baikalmeer uitmondt. Het stroombekken is 21.100 km² groot en is tot 204 km stroomopwaarts bevaarbaar.
De belangrijkste zijrivieren van de Bargoezin zijn de Gagra, Argada, Ina en de Oeljoen.